# Northcliff (Texas)
Northcliff è un census-designated place degli Stati Uniti d'America situato nella contea di Guadalupe dello Stato del Texas.
La popolazione era di 2.885 persone al censimento del 2010. Fa parte dell'area metropolitana di San Antonio.

## Geografia fisica
Northcliff è situata a 29°37′13″N 98°13′34″W (29.620267, -98.225986).
Secondo lo United States Census Bureau, ha un'area totale di 1,7 miglia quadrate (4,4 km²).

## Società

### Evoluzione demografica
Secondo il censimento del 2000, c'erano 1.819 persone, 719 nuclei familiari e 552 famiglie residenti nella città. La densità di popolazione era di 1.088,6 persone per miglio quadrato (420,6/km²). C'erano 743 unità abitative a una densità media di 444,7 per miglio quadrato (171,8/km²). La composizione etnica della città era formata dall'82,30% di bianchi, il 6,27% di afroamericani, lo 0,55% di nativi americani, l'1,92% di asiatici, il 6,49% di altre razze, e il 2,47% di due o più etnie. Ispanici o latinos di qualunque razza erano il 16,11% della popolazione.
C'erano 719 nuclei familiari di cui il 31,0% aveva figli di età inferiore ai 18 anni, il 66,3% aveva coppie sposate conviventi, il 7,5% aveva un capofamiglia femmina senza marito, e il 23,2% erano non-famiglie. Il 19,1% di tutti i nuclei familiari erano individuali e il 9,9% aveva componenti con un'età di 65 anni o più che vivevano da soli. Il numero di componenti medio di un nucleo familiare era di 2,53 e quello di una famiglia era di 2,90.
La popolazione era composta dal 23,7% di persone sotto i 18 anni, il 6,0% di persone dai 18 ai 24 anni, il 24,4% di persone dai 25 ai 44 anni, il 24,8% di persone dai 45 ai 64 anni, e il 21,0% di persone di 65 anni o più. L'età media era di 42 anni. Per ogni 100 femmine c'erano 95,2 maschi. Per ogni 100 femmine dai 18 anni in giù, c'erano 88,8 maschi.
Il reddito medio di un nucleo familiare era di 51.364 dollari, e quello di una famiglia era di 52.895 dollari. I maschi avevano un reddito medio di 35.740 dollari contro i 27.021 dollari delle femmine. Il reddito pro capite era di 21.944 dollari. Circa il 5,9% delle famiglie e il 7,8% della popolazione erano sotto la soglia di povertà, incluso il 9,6% di persone sotto i 18 anni e il 5,0% di persone di 65 anni o più.